# Morton Feldman

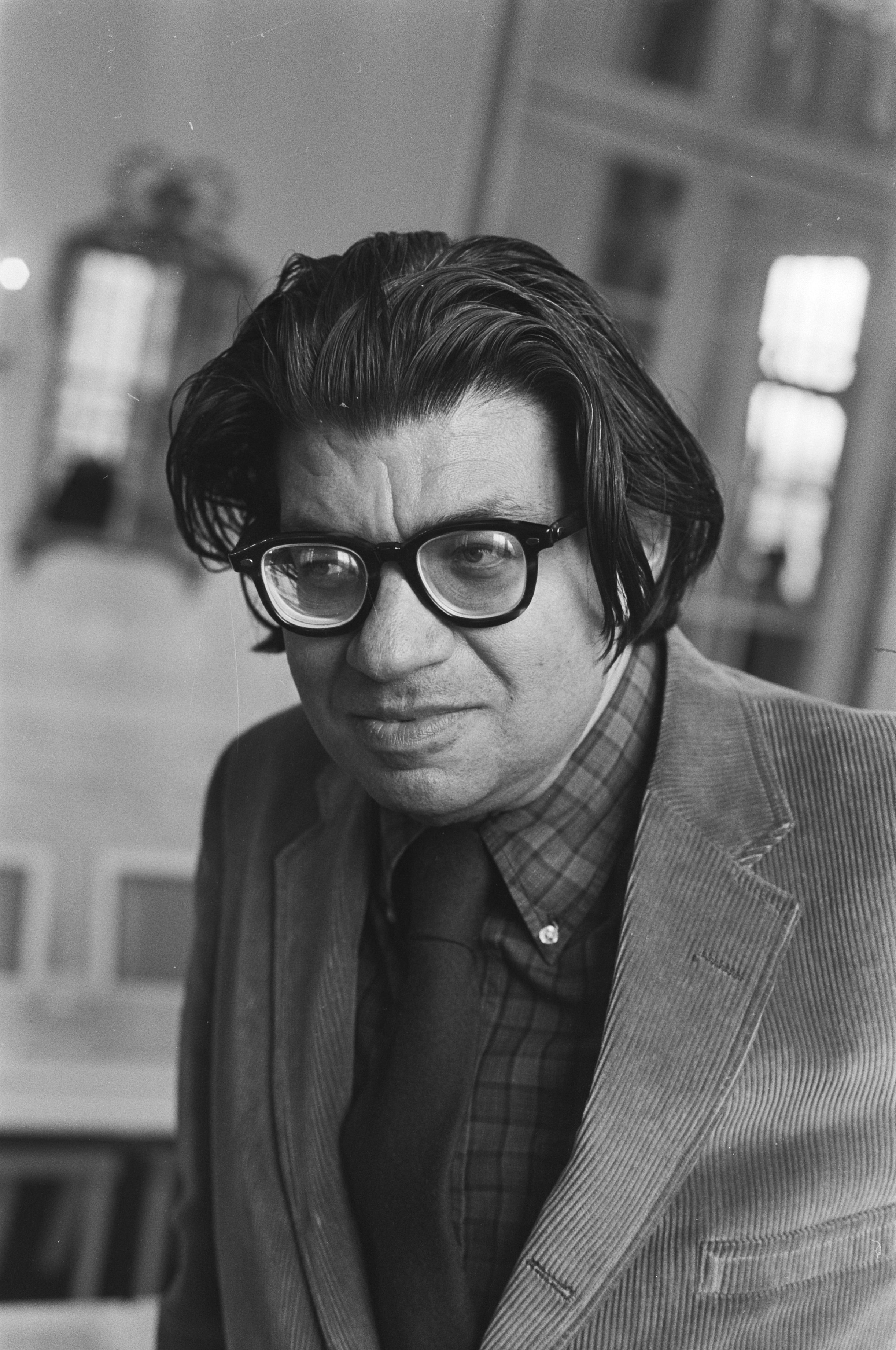
Morton Feldman i Amsterdam 1976.

Morton Feldman, född 12 januari 1926 i Brooklyn i New York, död 3 september 1987 i Buffalo i New York, var en amerikansk kompositör. Feldman var en framstående personlighet inom 1900-talets musik och brukar ofta förknippas med andra pionjärer inom modern musik såsom John Cage, Christian Wolff och Earle Brown.